# Премия Матильды Идальго
Премия Матильды Идальдо де Просель — одна из высших наград, присуждаемых законодательной властью Эквадора. Первоначально присуждалась Эквадорским национальным конгрессом, ныне — Национальным собранием. Премия присуждается выдающимся женщинам, отличившимся в политической, культурной, образовательной, деловой, экономической, научной, социальной и спортивной деятельности.
Также одноимённую награду вручают Секретариат высшего образования, науки, технологий и инноваций (за вклад в развитие высшего образования, науки, технологий и инноваций Эквадора), муниципалитет Мачалы (за участие в развитии в пользу женщин, будь то социальная реинтеграция, экономика, миграция или дискриминация), муниципалитет Лохи (за достижения в области культуры).

## Награждённые
| Национальный конгресс | Национальный конгресс              | Национальный конгресс     |
| Год                   | Медаль Матильды Идальго де Просель | Категория                 |
| --------------------- | ---------------------------------- | ------------------------- |
| 2002                  | Аминта Буэнаньо                    | Литературные заслуги      |
| 2005                  | Сор Луиза Муньос Санчес            | Социальные заслуги        |
| 2007                  | Соня Рока                          | Образовательные заслуги   |
| Национальное собрание |                                    |                           |
| 2012                  | Изабель Нобоа                      | Деловые заслуги           |
| 2017                  | Ирина Бокова                       | Социальные заслуги        |
| 2017                  | Беатрис Парра                      | Музыка                    |
| 2017                  | Las Tres Marías                    | Музыка                    |
| 2017                  | Лидия Нобоа                        | Музыка                    |
| 2017                  | Джаннет Альварадо                  | Музыка                    |
| 2017                  | Рози Ревело                        | Изобразительное искусство |
| 2017                  | Джина Мария Вильясис               | Изобразительное искусство |
| 2017                  | Евгения Витери                     | Литература                |
| 2017                  | Сара Ванегас Ковенья               | Литература                |
| 2017                  | Леонор Браво Веласкес              | Литература                |
| 2017                  | Мария Фернанда Рестрепо            | Кино                      |
| 2017                  | Моника Васкес                      | Кино                      |
| 2017                  | Карла Гаше                         | Фотография                |
| 2018                  | Лаура Паузини                      | Музыка                    |
| 2018                  | Мирелла Чеза                       | Музыка                    |
| 2018                  | Ада Йонат                          | Наука                     |
| 2019                  | Моника Амбойя                      | Виды спорта               |
| 2019                  | Диана Агуавиль                     | Социальные заслуги        |
| 2020                  | Жаклин Косталес                    | Литература                |